# Le Vieux-Cérier

Le Vieux-Cérier este o comună în departamentul Charente, Franța. În 1 ianuarie 2022 avea o populație de 131 de locuitori.